# 科費爾山
47°35′13″N 11°03′35″E / 47.58694°N 11.05972°E

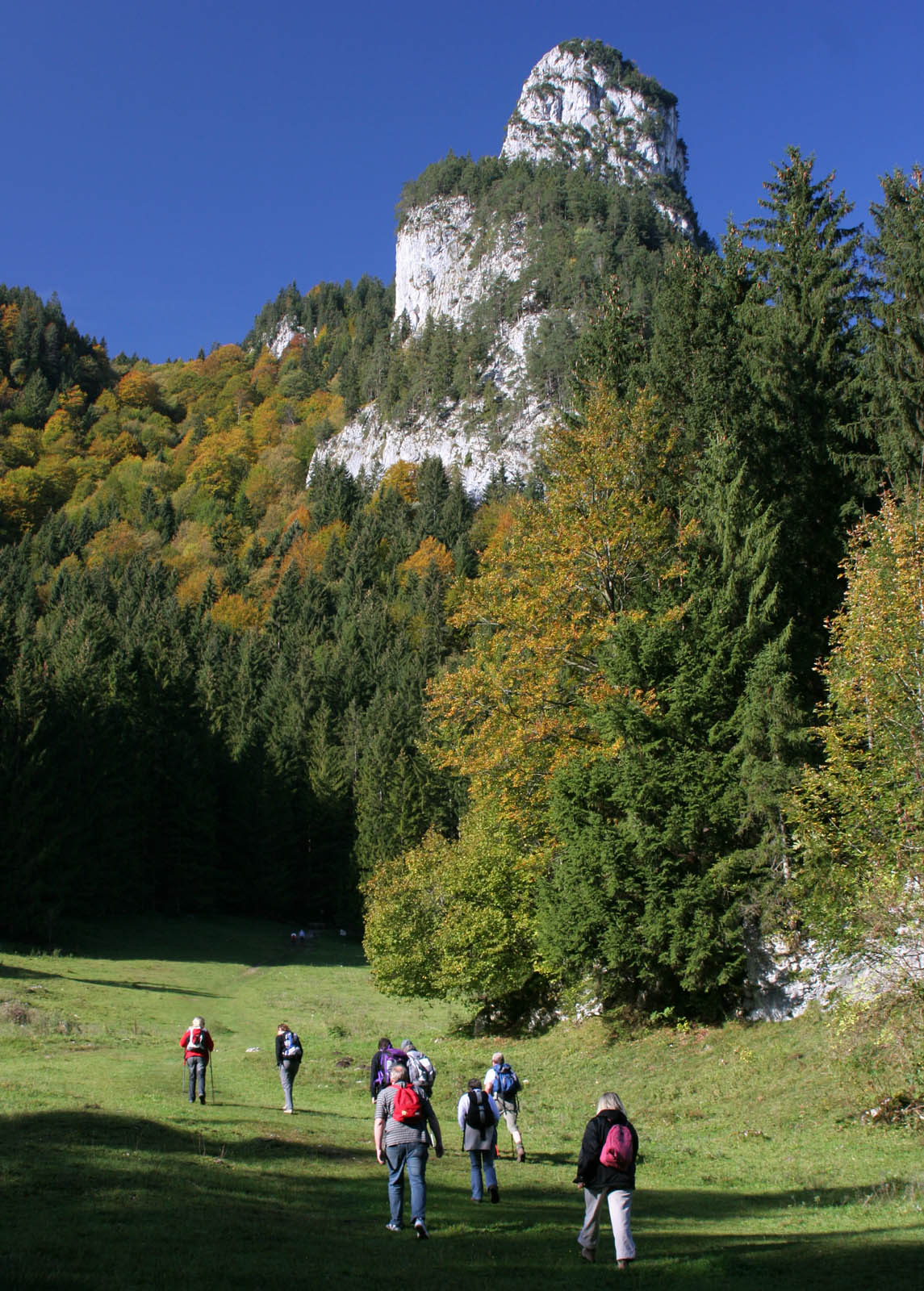

科費爾山（德語：Kofel），是德國的山峰，位於該國東南部，由巴伐利亞負責管轄，屬於阿爾高阿爾卑斯山脈的一部分，該山峰海拔高度為1,342米。